# Hap-dong
Hap-dong là một dong, phường của Seodaemun-gu ở Seoul, Hàn Quốc và được quản lý bởi dong hành chính, văn phòng của Chungjeongno-dong.

## Liên kết
- (tiếng Anh) Trang chính thức Seodaemun-gu Lưu trữ ngày 31 tháng 5 năm 2008 tại Wayback Machine
- Bản đồ của Seodaemun-gu Lưu trữ ngày 31 tháng 5 năm 2008 tại Wayback Machine
- (tiếng Hàn) Trang chính thức Seodaemun-gu